# Tàngara ala-rogenca
La tàngara ala-rogenca (Tangara lavinia) és un ocell de la família dels tràupids (Thraupidae).

## Hàbitat i distribució
Habita la selva pluvial, clars, bosc obert i vegetació secundària de les terres baixes al vessant del Carib d'Hondures, Nicaragua, Costa Rica i Panamà, incloent la vessant del Pacífic de l'est de Panamà i Darién a Colòmbia i nord-oest de l'Equador.